# 富蘭克林縣 (田納西州)
富蘭克林縣（英語：Franklin County）是位於美國田納西州南部的一個縣，南鄰亞拉巴馬州。面積1,491平方公里。根據美國2000年人口普查，共有人口39,270。縣治溫徹斯特 (Winchester)。
成立於1807年12月3日，縣名紀念美國開國元勳本傑明·富蘭克林。